# Chilton Cantelo
Chilton Cantelo is een civil parish in het bestuurlijke gebied South Somerset, in het Engelse graafschap Somerset met 445 inwoners.